# Homozeugos conciliatum
Homozeugos conciliatum là một loài thực vật có hoa trong họ Hòa thảo. Loài này được Guala mô tả khoa học đầu tiên năm 2002.